# Lampron (forteresse)
Pour les articles homonymes, voir Lampron, Lambron et Embrun.
Lampron (en arménien : Լամբրուն, Lambroun), Lambron ou Les Embruns pour les croisés, ou Namrun Kalesi en turc, est une forteresse située près de Çamlıyayla (autrefois Namrun) dans la province de Mersin en Turquie. Au Moyen Âge, la citadelle faisait partie du royaume arménien de Cilicie. Elle était la résidence des souverains héthoumides et contrôle le passage des monts Taurus vers la plaine de Cilicie. La forteresse est à 60 km au nord de Tarse, elle verrouille l'entrée de la plaine de Cilicie. Située au sommet d'une falaise, elle est pratiquement imprenable.

## Histoire
La plus ancienne occupation connue du lieu est probablement byzantine mais en l'absence de fouilles, cela ne peut être établi avec certitude. 

### Les seigneurs de Lampron
- Oshin Ier († 1110), (à Lampron : 1072-1110)

En 1072, Oshin Ier se voit confier la forteresse de Lampron par le gouverneur byzantin de Tarse. Samuel d'Ani († ca. 1190) raconte qu'il l'a prise aux Sarrasins (Seldjoukides) alors que ceux-ci ne s'étaient pas encore installés dans le massif du Taurus. Oshin, tout comme son rival Roupen II qui règne sur l'est de la Cilicie, se proclame « Auguste » (Sebastos). Ce personnage est parfois assimilé au général byzantin Aspiétès.
- Héthoum II, fils d’Oshin Ier († 1143), (à Lampron : 1110-1143)[2]
- Oshin II, fils de Héthoum II (1125-† 1170), (à Lampron : 1143-1170)[2]
- Héthoum III, fils d’Oshin II (1145/50-† 1218), (à Lampron : 1170- vers 1199/1200 lors du mariage de son fils Oshin III)[2]

En 1168, Héthoum divorce de son épouse Rita nièce de Mleh († 1174) prince d'Arménie. En 1171 et 1172, le château est assiégé par Mleh. En 1183, Roupen III, successeur de Mleh, l'assiège de nouveau. Héthoum appelle à son aide Bohémond Ier d'Antioche. Bohémond capture Roupen III lors d'un festin à Antioche. Le frère de Roupen, Léon, poursuit le siège, mais la forteresse résiste à tous les assauts.
Lorsqu’il devient roi en 1187, Léon II donne en mariage sa nièce Philippa, fille de Roupen II, à Oshin III († 1216/18), le fils ainé de Héthoum III. Durant le mariage qui a lieu à Tarse, Léon prend possession du château resté sans garnison. Philippa se remariera avec l'empereur byzantin Théodore Lascaris le 1er décembre 1214. Léon contraint Héthoum III se retirer au monastère de Drazark.
- Rita de Barberon († 1210), (à Lampron : vers 1199/1200 après la prise de Lampron par Léon II -1210)[2]

Léon II confie Lampron à sa mère Rita de Barberon car il se méfie. Les vassaux à qui il confierait la place pourraient se révolter contre lui et il ne pourrait alors la reprendre.
- Léon II puis le Régent Constantin de Barbaron (à Lampron : jusqu'en 1221)[2]

Constantin, fils de Héthoum III, est capturé par le sultan seldjoukide de Roum Kay Kâwus Ier en 1217. Léon livre au sultan les forteresses de Loulon située au « nord des portes de et de Lauzada en échange de la liberté de Constantin. Léon II meurt en 1219. Sa fille Isabelle (Zabel) n’a que trois ans et le régent héthoumide Constantin (Kostandin) de Barbaron la marie avec Philippe de Poitiers-Antioche, fils de Bohémond IV, qui est couronné roi. À cause de son refus d’adopter les us locaux, Philippe de Poitiers-Antioche se rend rapidement impopulaire, une insurrection éclate sous la direction de Constantin de Barbaron. Philippe est exécuté le 24 janvier 1226. Isabelle est remariée avec Héthoum Ier d'Arménie, fils du régent Constantin de Barbaron le 14 mai 1226. Grâce à ce mariage, le château de Lampron revient à une branche de la famille des Héthoumides.
En 1221, le régent Constantin de Barbaron cède le château à Constantin, fils de Héthoum III.
- Constantin fils de Héthoum III (1180-† exécuté le 29 juin 1250), (à Lampron : 1221-1250)[2]

Après la bataille de Köse Dağ, où les Mongols défont les Seldjoukides en 1243, Héthoum Ier d'Arménie envoie une ambassade au général mongol Baïdju pour faire allégeance. Baïdju en réponse exige que Héthoum Ier d'Arménie lui livre la mère, la femme et la fille du sultan Kay Khusraw II qui s’étaient réfugiés en Cilicie au moment de l’invasion mongole. Baïdju, satisfait de voir Héthoum Ier s’exécuter, lui remet un diplôme constatant son statut de vassal du grand khan mongol Ögödei. Les craintes de Léon II vont se réaliser. En 1245, Constantin s’allie au sultan seldjoukide de Roum Kay Qubadh Ier pour combattre le roi Héthoum Ier. Constantin est pris par Héthoum Ier d'Arménie et exécuté comme traître le 29 juin 1250.
- Héthoum Ier d'Arménie (1215-28 octobre 1270) (à Lampron : après 1250)

Lampron est désormais le fief des rois d’Arménie.
En 1308, Amaury II de Lusignan fait prisonnier son frère Henri II, roi de Chypre et de Jérusalem. Le 1er février 1308, Amaury II donne son frère à son beau-frère Oshin d'Arménie, roi héthoumide d'Arménie. Celui-ci enferme Henri II dans la forteresse de Lampron. Henri II revient au pouvoir après la mort de l’usurpateur Amaury II en août 1310.